# Mozaïek van de strijd tussen Cupido en Pan
Het Mozaïek van de strijd tussen Cupido en Pan (Frans: Mosaïque du combat d'Amour et Pan) is een mozaïek dat  in Lyon gevonden is en deel uitmaakt van de collectie van het museum Lugdunum in die stad.

## Geschiedenis
Het mozaïek werd bij toeval ontdekt tijdens werkzaamheden in de wijngaard van de apotheker Vidal Cassaire op de heuvel Fourvière, op een diepte van vijf of zes voet. Het jaartal van de ontdekking is onzeker. De arts en archeoloog Jacob Spon, die het mozaïek als eerste beschreef en er een gravure van maakte, noemt zowel 1670 als 1676.  
De apotheker stelde het mozaïek, dat werd beschut door een gewelf, tentoon. Later werd de ruimte echter omgebouwd tot kelder en werden er wijnvaten geplaatst. Hierdoor trad er toenemende slijtage op. Na tussenkomst van de directeur van het Museum voor Schone Kunsten van Lyon, François Artaud, werd het mozaïek in 1820 door de stad Lyon gekocht. In 1821 werd het op de vindplaats weggehaald en gerestaureerd door de mozaïekschilder Francesco Belloni, die de ontbrekende delen reconstrueerde, en in mei 1822 tentoongesteld in het museum.

## Voorstelling
Het mozaïek bestaat uit tesserae van kalksteen en marmer met zijden van 1 cm. In het middenpaneel zijn ze kleiner. Het geheel bestaat uit 36 vierkanten en een centraal motief (emblema). Elk van de vierkanten is versierd met een gestileerd bloemmotief (fleuron). De compositie bevat in totaal 22 verschillende motieven. Deze vierkanten worden van elkaar gescheiden door een patroon van drie ineengevlochten gekleurde draden. Om het mozaïek heen loopt een band met in het midden twee kraters waaruit gekrulde plantenstengels ontspringen.
De cultus van Dionysos is een veel voorkomend decoratief thema op mozaïeken uit het Keizerrijk. Op dit mozaïek zijn de gevleugelde Cupido en Pan te zien, die tegenover elkaar staan als boksers voor een gevecht. Om de strijd in evenwicht te houden, is de linkerarm van Pan op zijn rug vastgebonden met een rode riem. Achter Cupido observeert een met linten gekroonde herme het duel. Achter Pan staat Silenus als scheidsrechter, halfnaakt en gehuld in een himation, met in zijn hand een palmtak die bedoeld is voor de winnaar. Op de achtergrond is een ramskop te zien. De pilaar van de herme, de benen van Cupido, het onderbeen van Pan en de vloer werden tijdens de restauratie opnieuw gemaakt. Deze episode, die ook voorkomt op drie andere mozaïeken uit Lyon en Vienne, symboliseert de strijd tussen het wilde verlangen van de god Pan en de beschaafde liefde, gepersonifieerd door Eros. De vormgeving met een opdeling in vierkanten is typisch voor mozaïeken uit de vallei van de Rhône.

## Afbeeldingen

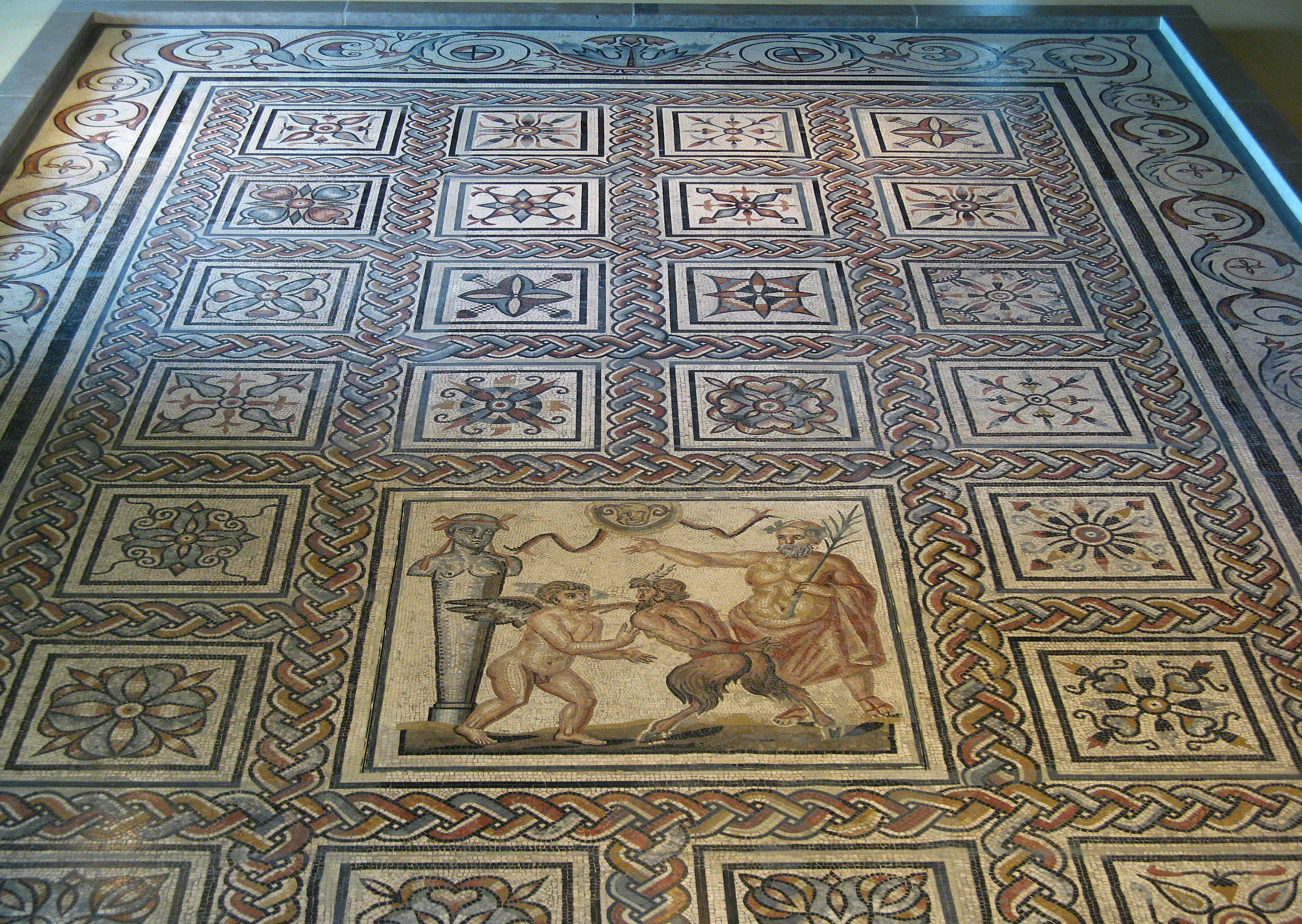
Deel van het mozaïek
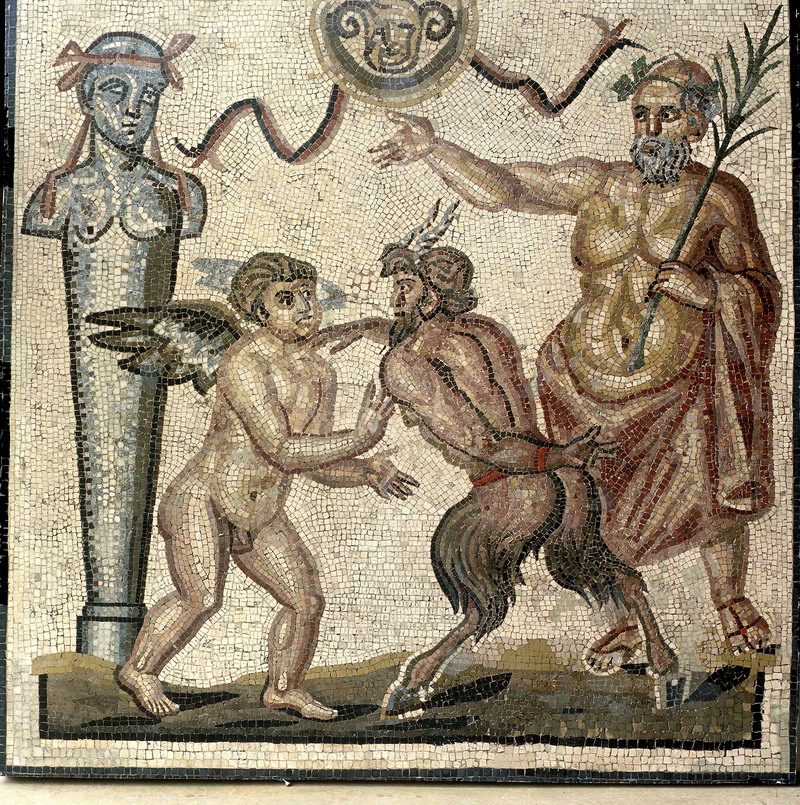
Middenpaneel